# Pinus quadrifolia
Pinus quadrifolia là một loài thực vật hạt trần trong họ Thông. Loài này được Parl. ex Sudw. miêu tả khoa học đầu tiên năm 1897.